# Santiago de Lucanamarca (distrito)
Santiago de Lucanamarca é um distrito do peru, departamento de Ayacucho, localizada na província de Huanca Sancos.

## Transporte
O distrito de Santiago de Lucanamarca não é servido pelo sistema de estradas terrestres do Peru.